# Kotx

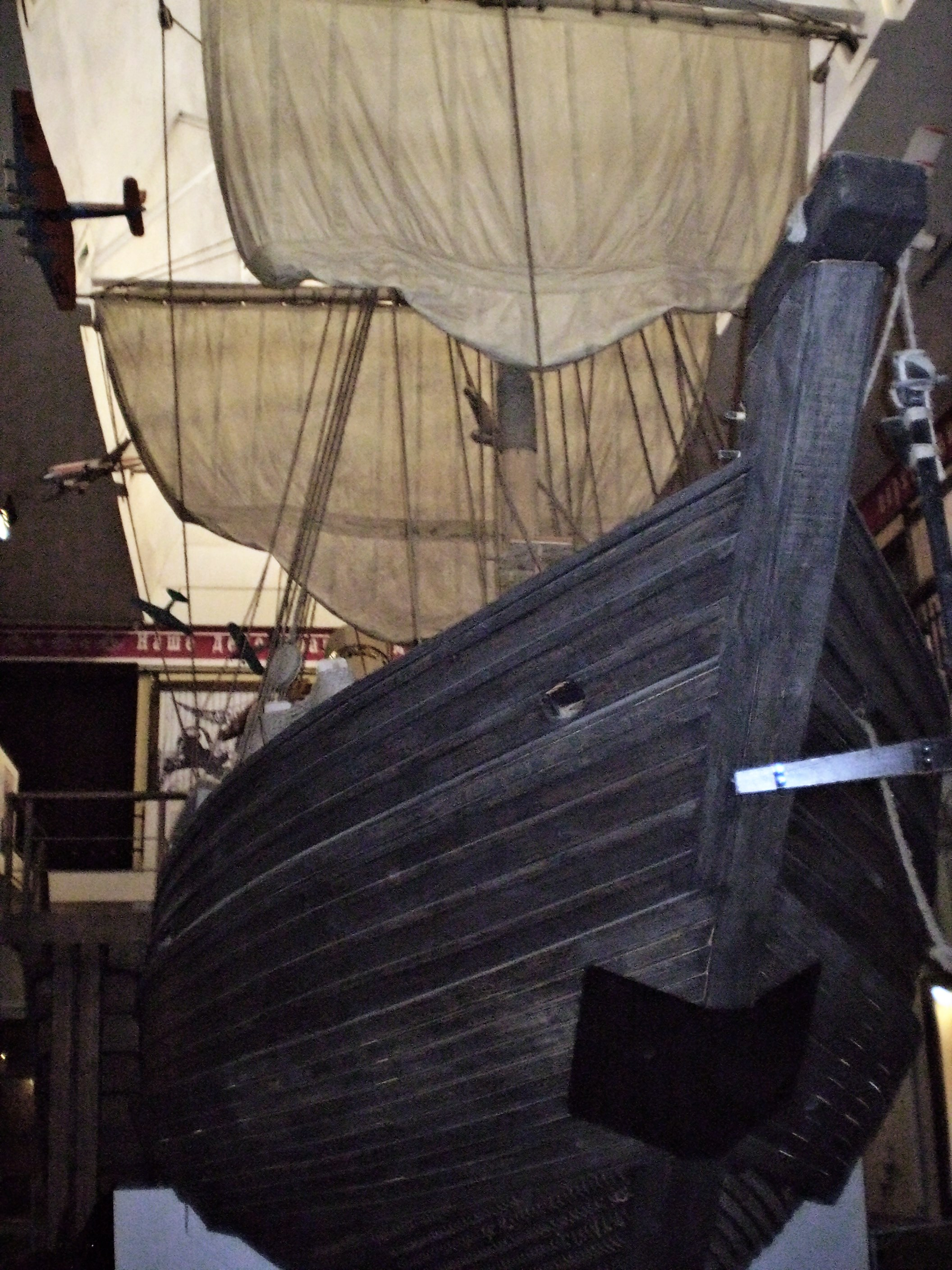
Un kotx del en un museu de Krasnoiarsk

El kotx era un tipus especial de petit vaixell de vela i rems, dissenyat i utilitzat per Rússia en els viatges a través cercle polar àrtic amb les dures condicions de condicions de gel del mars de l'Àrtida, que va estar en ús al nord de Rússia des del segle xii fins al segle xix. Va ser molt popular entre els pomors. El kotx va tenir un paper important en l'exploració del pas del Nord-est pels russos en els segles xvi i xvii. En les latituds dels mars del Nord hi havia documentats 7.400 d'aquests vaixells. De fet el kotx, encara que de fusta i relativament petit, es pot considerar com la forma més antiga de trencaglaç. Al segle xix en la lluita contra la banquisa, els dispositius de seguretat del kotx es van adoptar en el primer trencaglaç modern.
A causa del seu folre addicional (anomenat kotsa) i el disseny de l'Àrtic del buc i el timó, estava adaptat per a la navegació a alta mar sense patir cap dany en aigües amb banquisa o plena de blocs de gel. El kotx va ser l'únic vaixell d'aquesta classe durant diversos segles. Amb un o dos pals, una eslora de 10 a 25 metres, un calat 1 a 1,5 metres, una capacitat de càrrega de 30 tones, una velocitat a vela de 6-7 nusos. La popa rectangular, molt inclinada, i un llarg timó. L'equipament incorporava entre altres aditamens una llum de fondeig i un torn manual que es feia servir per portar el vaixell a l'extrem del camp de gel, a mar oberta fora del gel, atès que el fons del buc tenia una quilla addicional que permetia arrossegar el vaixell fàcilment sobre la superfície del gel.
Aquest tipus de vaixell va ser inventat probablement pels pomors que habitaven a la costa del mar Blanc en els dies previs a la inclusió d'aquestes terres dins de l'Imperi Rus. El disseny es caracteritza pel buc oval sota la línia de flotació i construït amb forts taulons de roure (que oferia resistència als vaixells enfront del gel).